# 馬自達輕型車引擎列表
雖然目前馬自達所有的輕型車款（kei car）都委託鈴木汽車代工製造，不過1960年代都使用自製的OHV引擎。

## F5B型
547c.c.直列三缸SOHC F5B型引擎由鈴木汽車製造，搭載於第二代Carol上，最大馬力40ps / 7,500rpm。

## F6A型
657c.c.直列三缸SOHC F6A型引擎由鈴木汽車製造，搭載於第二代Carol後期型上，甚至有附中冷器的F6A型渦輪增壓版本。

## K6A型
657c.c.直列三缸DOHC K6A型引擎由鈴木汽車製造，搭載於第三代Carol上，自然進氣版的最大馬力53hp、最大扭力63N·m；渦輪增壓版的最大馬力則為63hp、最大扭力106N·m。後來2012年推出的Flair Wagon，搭載兩種引擎：自然進氣的658c.c.直列三缸DOHC VVT K6A型引擎最大馬力54ps / 6,500rpm、扭力峰值6.4kgf・m / 3,500rpm；渦輪增壓的658c.c.直列三缸DOHC K6A型引擎最大馬力64ps / 6,000rpm、最大扭力9.7kgf・m / 3,000rpm。

## R06A型
658c.c.直列三缸DOHC R06A型引擎乃K6A型之後繼，缸徑64.0mm、衝程68.2mm，渦輪增壓版之壓縮比為9.1：1、自然進氣版為11.0：1。此具2011年開發之引擎搭載於鈴木MR Wagon、鈴木Wagon R、鈴木Alto、鈴木Hustler、日產Moco、馬自達Flair、馬自達Flair Crossover、第七代馬自達Carol等車款上，馬力與扭力依調校不同可分成：
- 最大馬力49ps / 6,500rpm、最大扭力5.9kg·m / 4,000rpm（自然進氣）
- 最大馬力52ps / 6,000rpm、最大扭力6.4kg·m / 4,000rpm（自然進氣VVT）
- 最大馬力64ps / 6,000rpm、最大扭力9.7kg·m / 3,000rpm（渦輪增壓附中冷器VVT）

## 內部連結
- 馬自達引擎列表
- 馬自達OHV引擎列表
- 鈴木F族引擎
- 鈴木K族引擎
- 鈴木R族引擎